# Pamarican (plaats)
Pamarican is een bestuurslaag in het regentschap Ciamis van de provincie West-Java, Indonesië. Pamarican telt 5601 inwoners (volkstelling 2010).